# Araris
Os araris foram um grupo indígena associado ao distrito de Conservatória, no atual estado do Rio de Janeiro, Brasil. O primeiro registro da presença dos araris na localidade data do final do século XVIII, com um relato de 1789 feito pelo naturista Saint Adolph, que descreveu os araris como "elegantes e desembaraçados".